# 曾文輝
曾文輝（Tsang Man Fai，1991年8月2日—），生於香港，香港足球運動員，司職守門員，職業生涯首場比賽便以80碼直接笠射對方守門員成功取得入球，現時自由身。

## 球員生涯
曾文輝生於香港，最初在門將位置守到幾球找到自信，然後報麥當奴青訓計劃選入區隊，再投考流浪青年軍，19歲的他在2011年2月19日作客天水圍飛馬首次於甲組聯賽上陣，期間於67分鐘從禁區開球80碼直接笠射對方守門員何國泉，成功取得入球，於同場賽事中照辦煮碗助攻隊友馬高遜建功協助球隊以3–2反勝，其入球片段至今仍可在網上找到。
於2011年夏季轉投新軍港菁，其後在2012年1月轉投天水圍飛馬，最終在2012年夏季加盟橫濱FC香港不過上陣時間變得不多，於2012年10月26日以2–4不敵標準流浪的賽事中曾文輝被標準流浪外援球員基奧雲尼半場笠射右上角入網，在2013年4月4日主場迎戰南華的聯賽表現神勇，其中撲出對方外援球員伊達十二碼，其後南華落後下多番攻勢力壓橫濱FC香港後防，但曾文輝繼續表現神勇擋出積施利、狄卡奧、謝志強等射門，最後橫濱FC香港保持不失直至完場以1–0擊敗南華。
2013年夏季，曾文輝轉投香港甲組足球聯賽球隊南華，及後被球隊外借至南區，惟季初曾文輝未能爭到正選但因以正選出戰東亞運動會表現出眾，令自己除在南區獲得正選，季尾歸隊南華。2015年1月22日，南華於社交網站公佈外借曾文輝至黃大仙直至季尾。2016年1月21日，南華宣佈從灝天黃大仙收回外借的港腳門將曾文輝。曾文輝於2016年5月24日加時以1–0絕殺菲律賓全國甲組聯賽球會塞列斯的亞協盃16強作出多次神救為南華保持清白之身，表現深受擁南華球迷激讚。
2016年7月30日，南華於AET國際挑戰盃在香港大球場迎戰意甲冠軍祖雲達斯，曾文輝亦獲委正選重任首度面對歐洲級勁旅毫無懼色，先後救出保羅戴巴拿及羅拔圖佩雷拉的攻門，上半場賽和1–1，南華在下半場換入前厄瓜多爾國腳摩拉取代上半場屢救險球的的曾文輝，摩拉即於83分鐘甩手被祖雲達斯球員射入導致南華以1–2僅負祖雲達斯，將甩手的摩拉比下去。
2016年9月20日，南華於亞協盃8強次回合作客以1–2不敵馬來西亞衞冕亞協盃冠軍柔佛DT，因手指受傷而錯過首回合賽事的曾文輝於次回合紮住上陣，但次回合曾文輝仍作出多個精彩撲救，包括救出對方一次單刀埋門以及下半場救出12碼，惟最終仍以1–2告負總比數2–3出局。2017年1月26日，曾文輝於南華舉行的團年晚宴中獲頒發「南華足球隊上半季傑出表現獎」，直到2017年6月南華宣佈經重新檢視球隊近年發展後決定來屆退出香港超級聯賽轉戰香港甲組聯賽培育青年球員，亦令曾文輝選擇離隊轉會和富大埔。
2018/19球季，曾文輝作為和富大埔的主力門將，協助球隊最後奪得該季港超聯冠軍。
2019/20球季，曾文輝轉投香港超級足球聯賽球隊東方龍獅。

## 國際賽生涯
2015年12月31日，在旺角大球場舉行的第38屆省港盃首回合賽事，曾文輝都擔任正選，最終香港與廣東隊以1–1打成平手。2016年1月3日，第38屆省港盃次回合，曾文輝再次正選上陣，但最後兩回合計香港隊以4–5 落敗。2016年5月23日，曾文輝入選香港代表隊的決選名單，出戰在緬甸仰光舉行的AYA銀行盃2016。但最終曾文輝未能首次為香港隊在國際賽事上陣。

## 榮譽
和富大埔
- 香港超級聯賽冠軍（2018–19季度）

東方龍獅
- 香港足總盃冠軍（2019–20季度）
- 香港高級組銀牌冠軍（2019–20季度）
- 香港菁英盃冠軍（2020–21季度）

香港代表隊
- 港澳埠際賽冠軍（2012、2013、2014、2016年）

個人
- 學界精英足球賽最佳防守球員（2010–11季度）